# Acrididae
Gli Acrididi (Acrididae MacLeay, 1819) sono una famiglia di insetti ortotteri del sottordine Celiferi.

## Descrizione
Le specie appartenenti a questa ampia e numerosa famiglia possiedono una unità strutturale che permette di riconoscerli nonostante la ampia varietà di forme:
- il capo è composto da 6 metameri
- il torace da 3 metameri
- l'addome da 11 metameri.

Si distinguono inoltre per 3 caratteristiche morfologiche:
- antenne brevi e formate da un ridotto numero di articoli,
- un ovopositore composto da valve robuste e corte,
- l'assenza di apparato stridulatore sulle elitre.

## Tassonomia
È la famiglia più numerosa e più rappresentativa della superfamiglia Acridoidea.

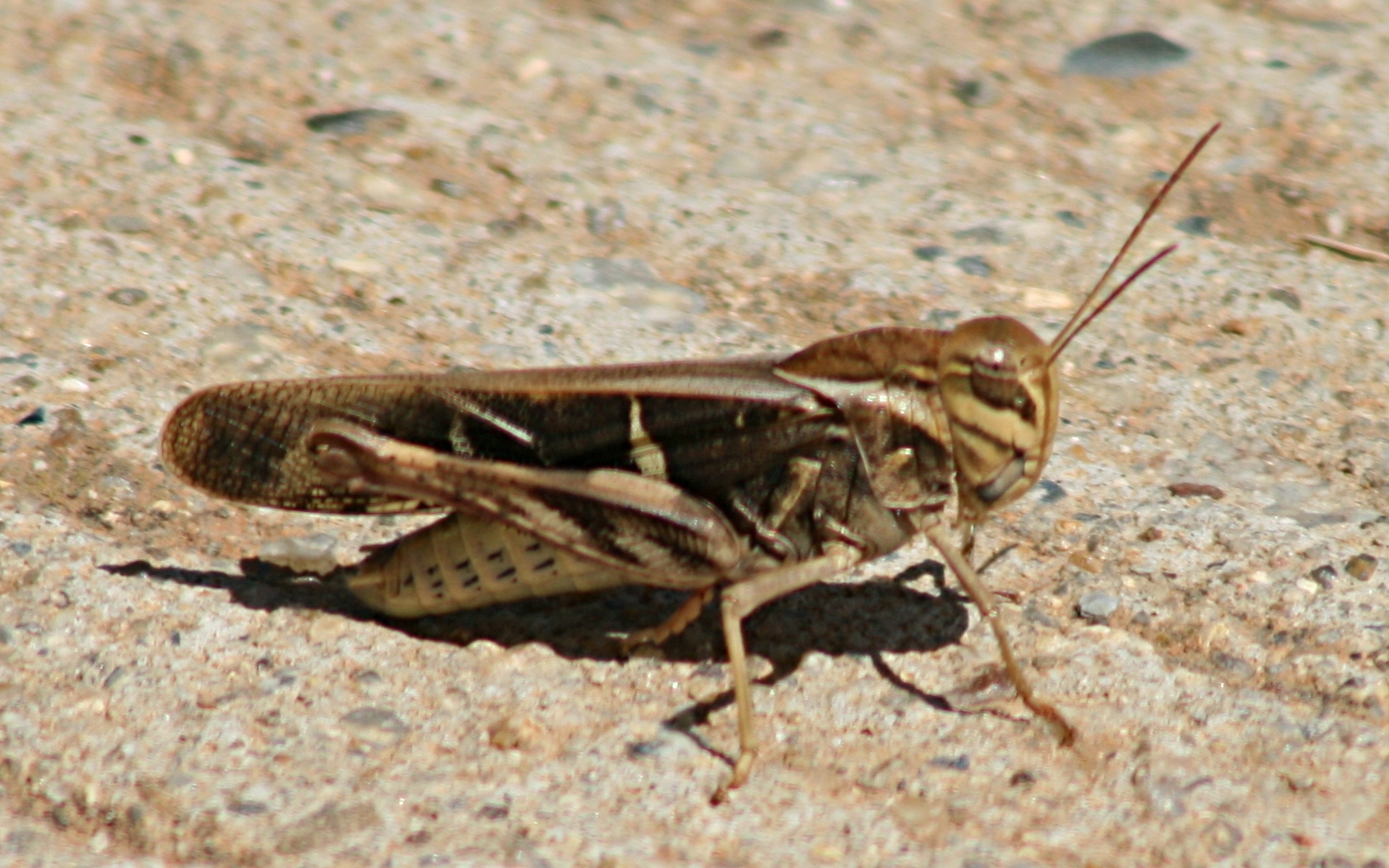
Gastrimargus musicus
Oedipodinae

Comprende le seguenti sottofamiglie:
- Acridinae MacLeay, 1821
- Calliptaminae Tinkham, 1940
- Catantopinae Brunner von Wattenwyl, 1893
- Copiocerinae Brunner von Wattenwyl, 1893
- Coptacridinae Brunner von Wattenwyl, 1893
- Cyrtacanthacridinae Kirby, W.F., 1902
- Egnatiinae Bei-Bienko & Mishchenko, 1951
- Eremogryllinae Dirsh, 1956
- Euryphyminae Dirsh, 1956
- Eyprepocnemidinae Brunner von Wattenwyl, 1893
- Gomphocerinae Fieber, 1853
- Habrocneminae Yin, X., 1982
- Hemiacridinae Dirsh, 1956
- Leptysminae Brunner von Wattenwyl, 1893
- Marelliinae Eades, 2000
- Melanoplinae Scudder, S.H., 1897
- Oedipodinae Walker, F., 1871
- Ommatolampinae Brunner von Wattenwyl, 1893
- Oxyinae Brunner von Wattenwyl, 1893
- Pauliniinae Hebard, 1923
- Proctolabinae Amédégnato, 1974
- Rhytidochrotinae Brunner von Wattenwyl, 1893
- Spathosterninae Rehn, J.A.G., 1957
- Teratodinae Brunner von Wattenwyl, 1893
- Tropidopolinae Jacobson, 1905

### Specie presenti in Italia
In Italia sono presenti le seguenti specie e sottospecie:
Sottofamiglia Acridinae
- Genere Acrida Linnaeus, 1758
  - Acrida turrita Linnaeus, 1758
  - Acrida ungarica (Herbst, 1786)

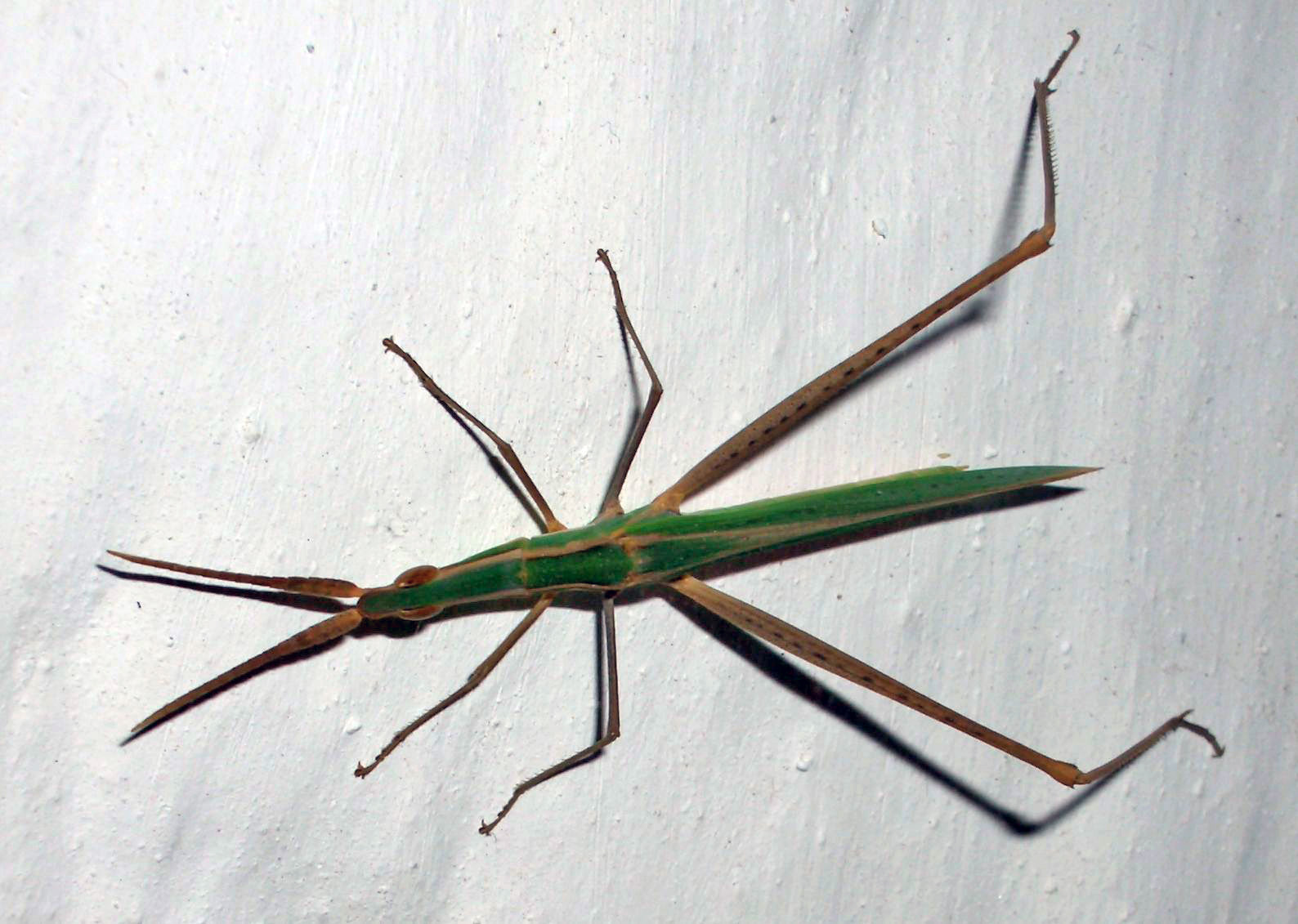
Acrida ungarica
Acridinae

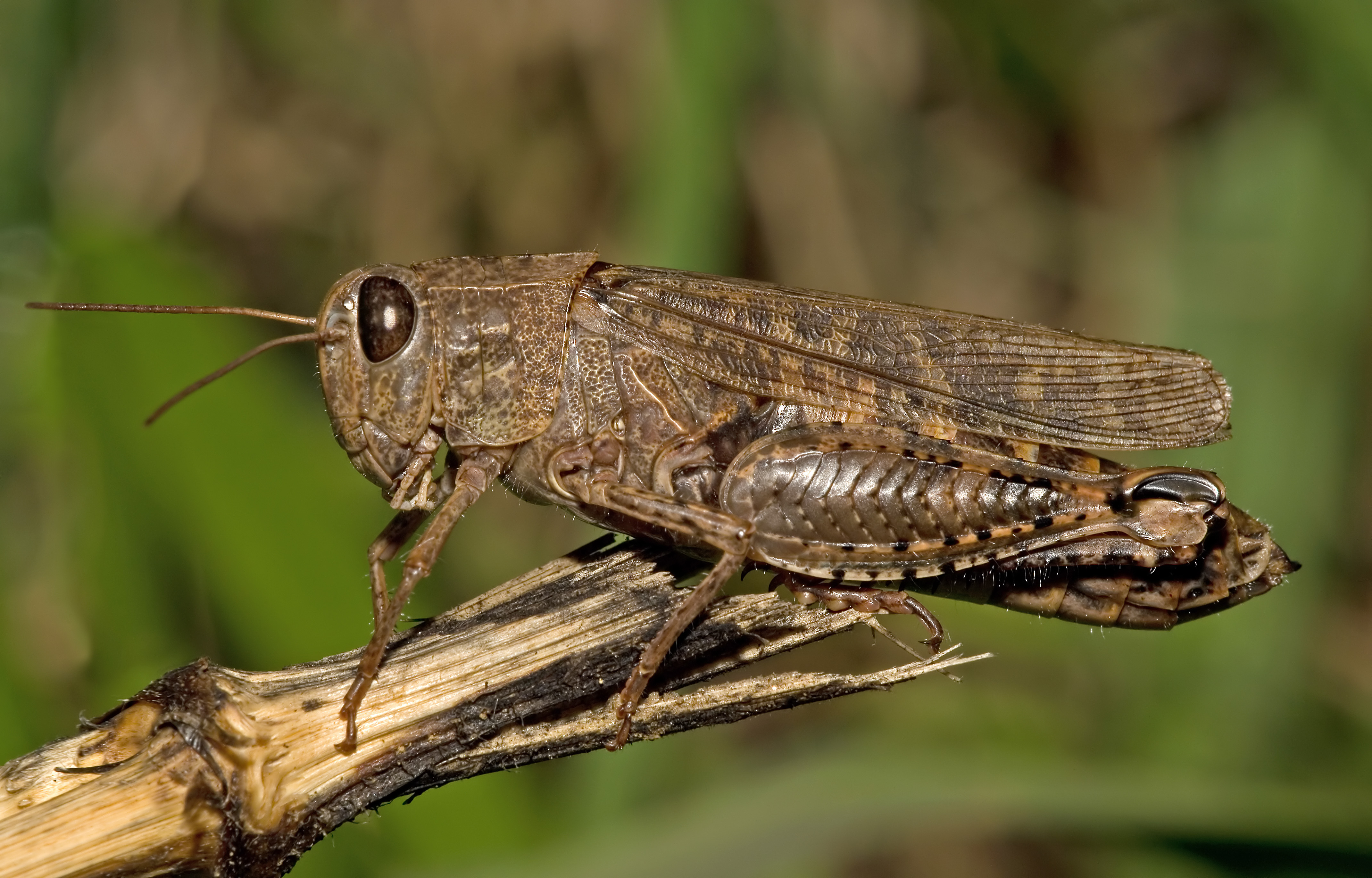
Calliptamus italicus
Calliptaminae

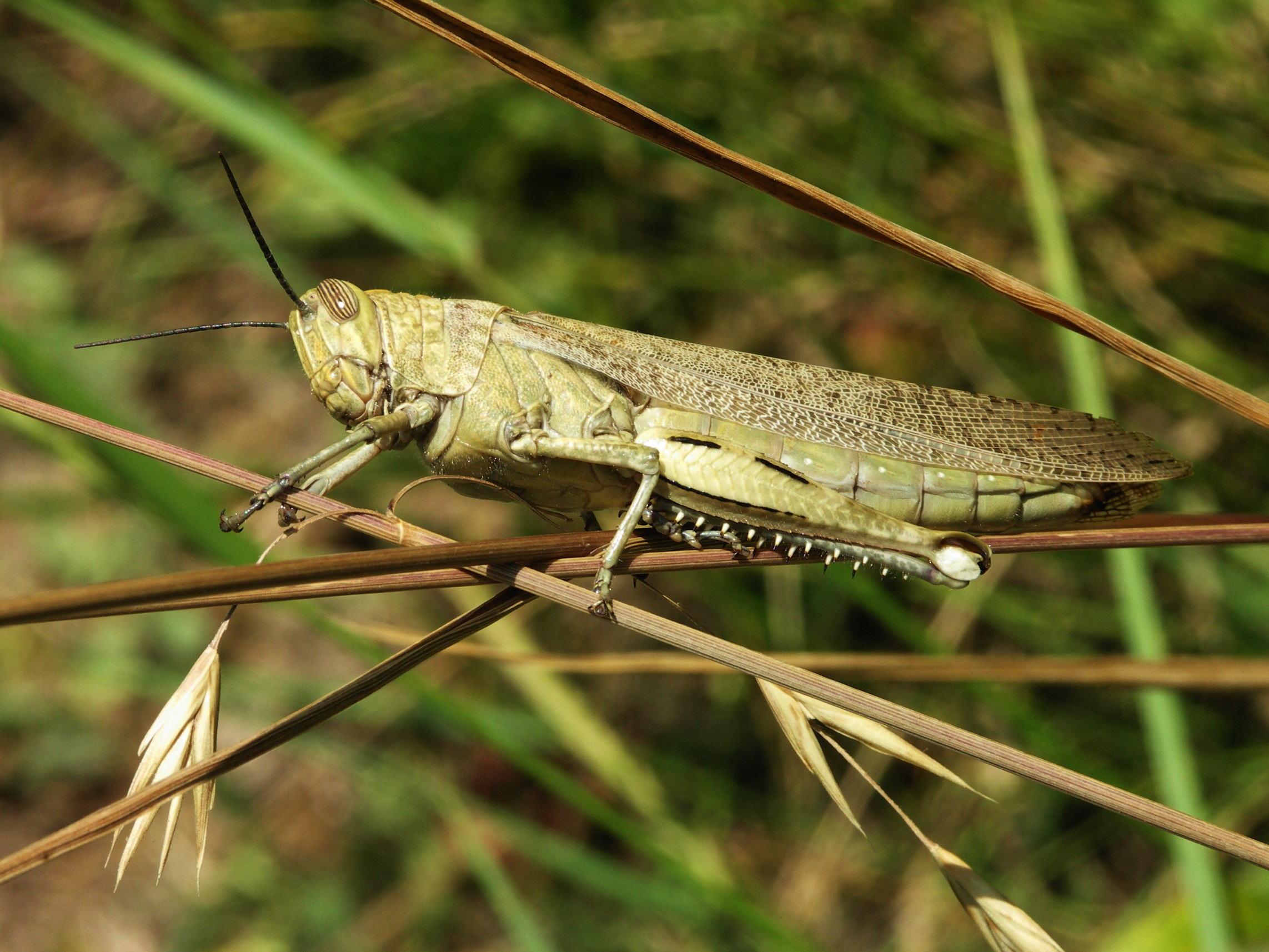
Anacridium aegyptium
Cyrtacanthacridinae

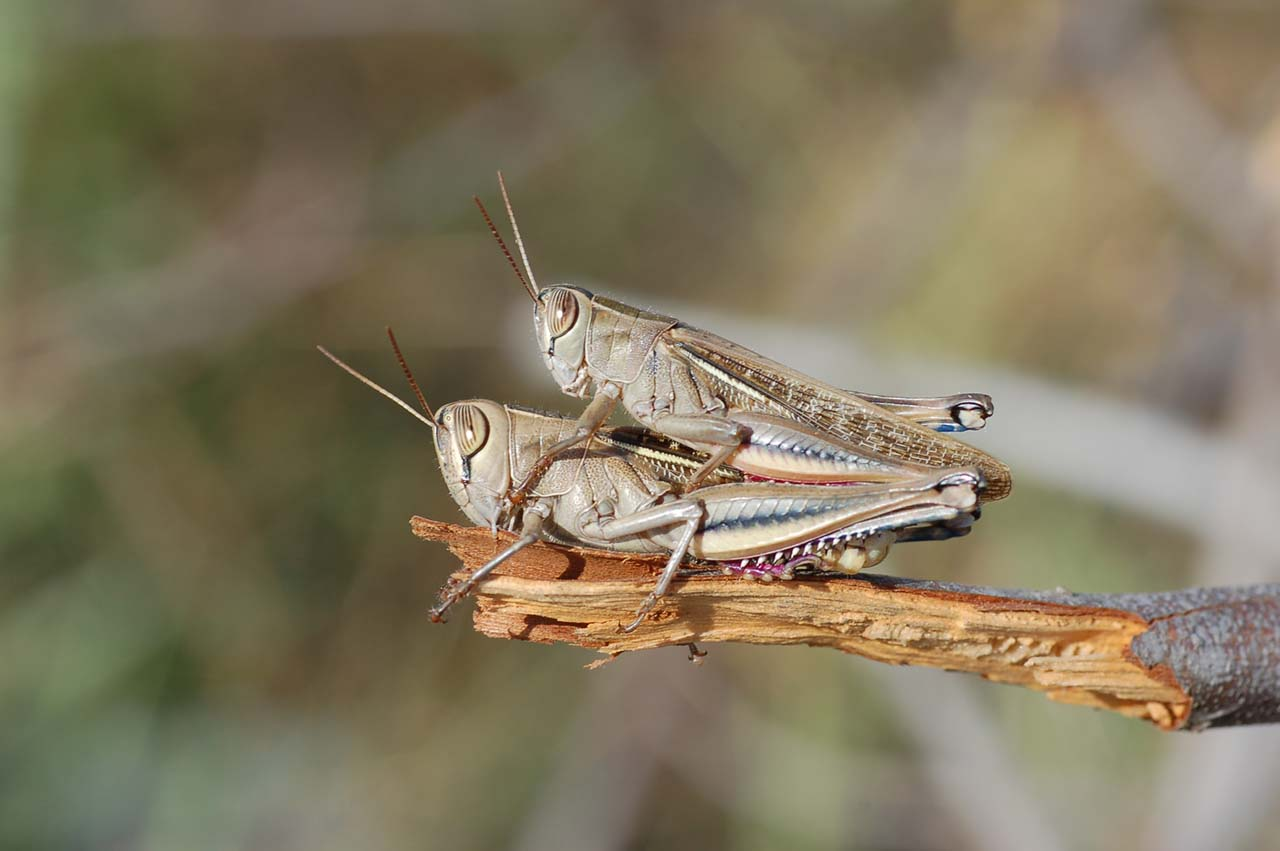
Eyprepocnemis plorans
Eyprepocnemidinae

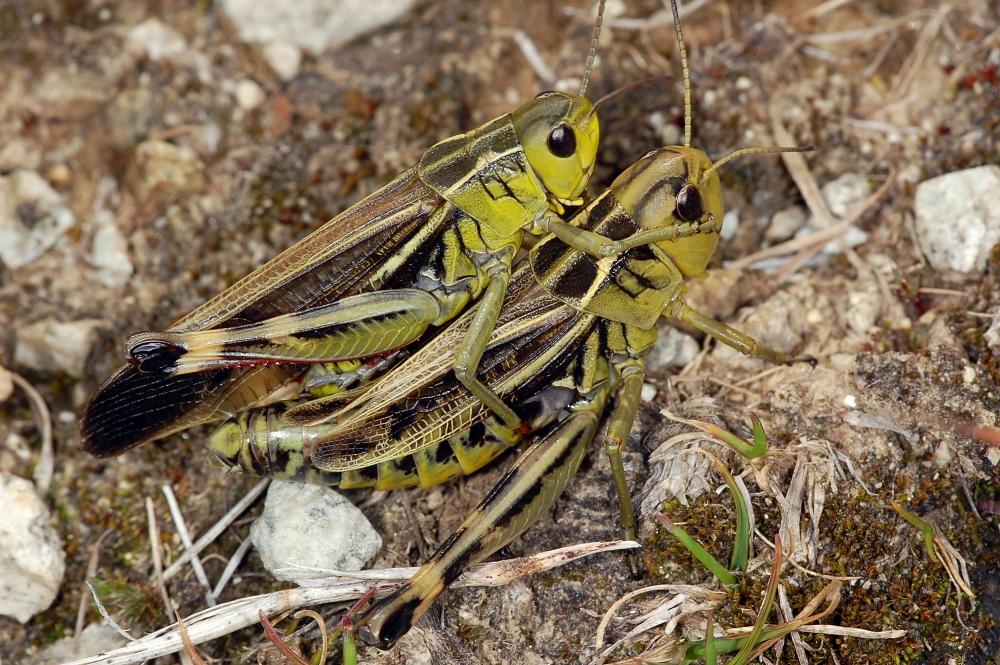
Arcyptera fusca
Gomphocerinae

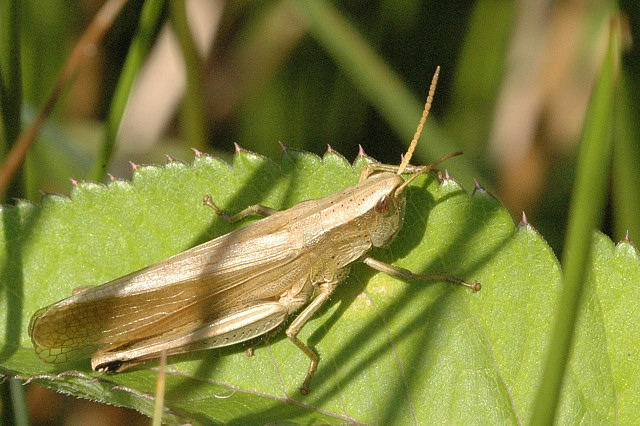
Chrysochraon dispar
Gomphocerinae

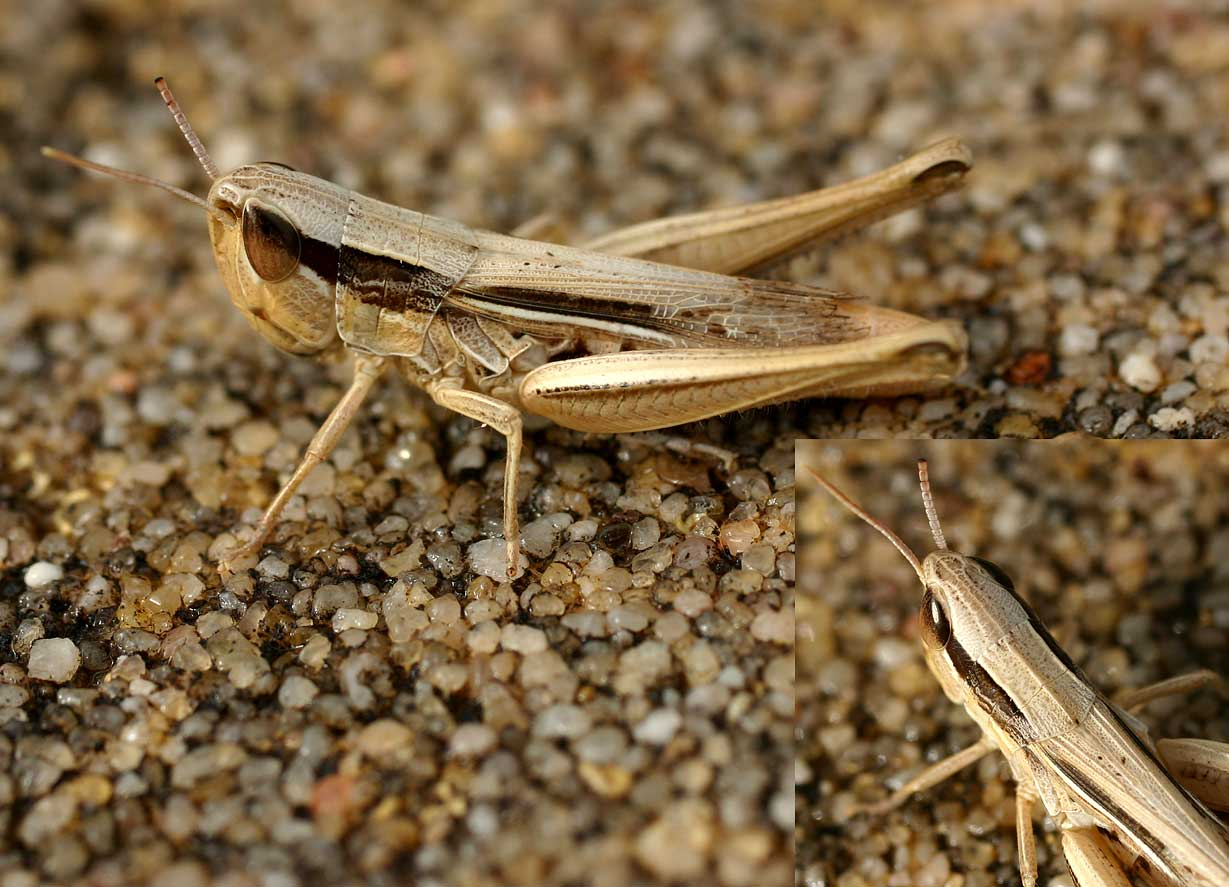
Chorthippus albomarginatus
Gomphocerinae

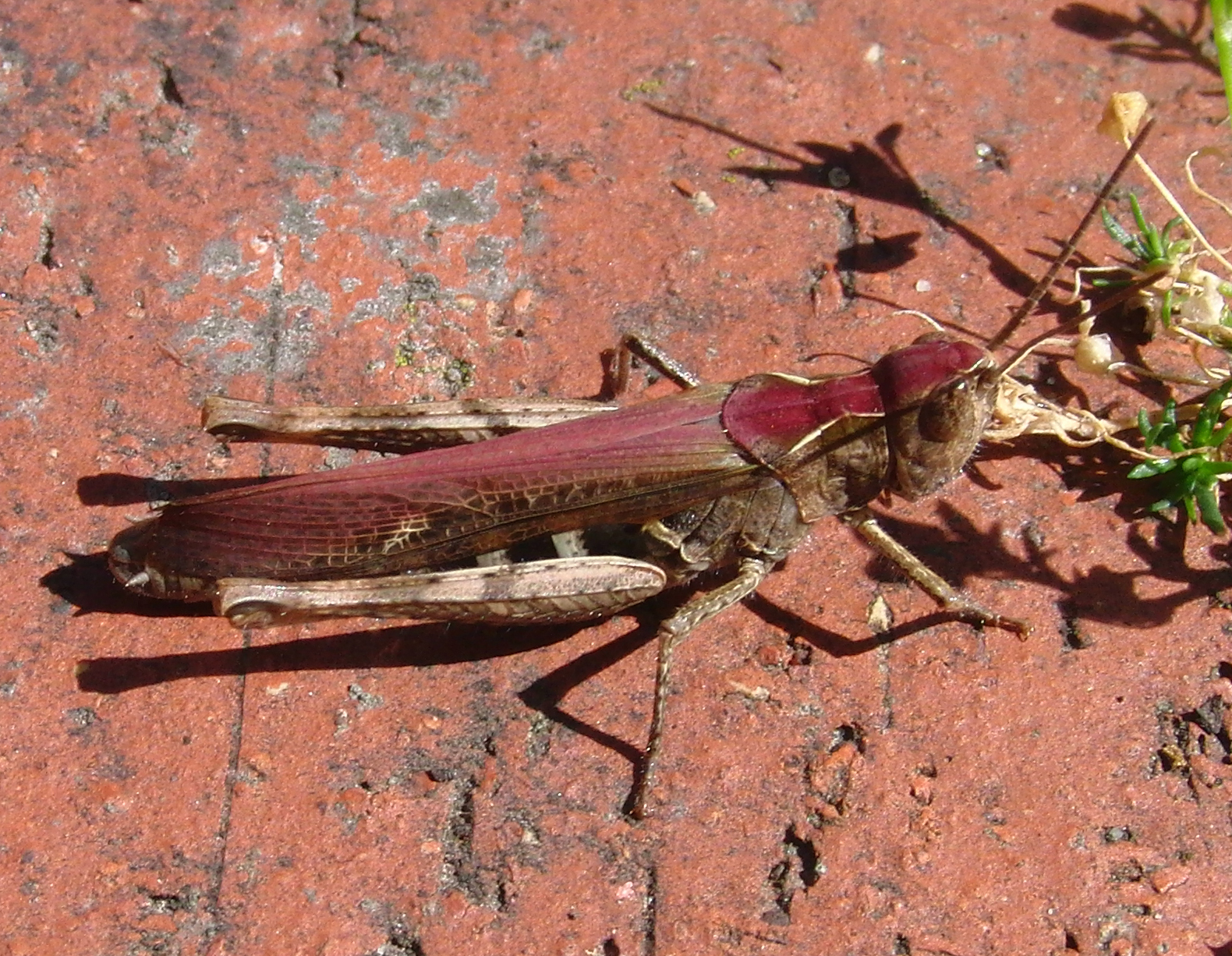
Chorthippus brunneus
Gomphocerinae

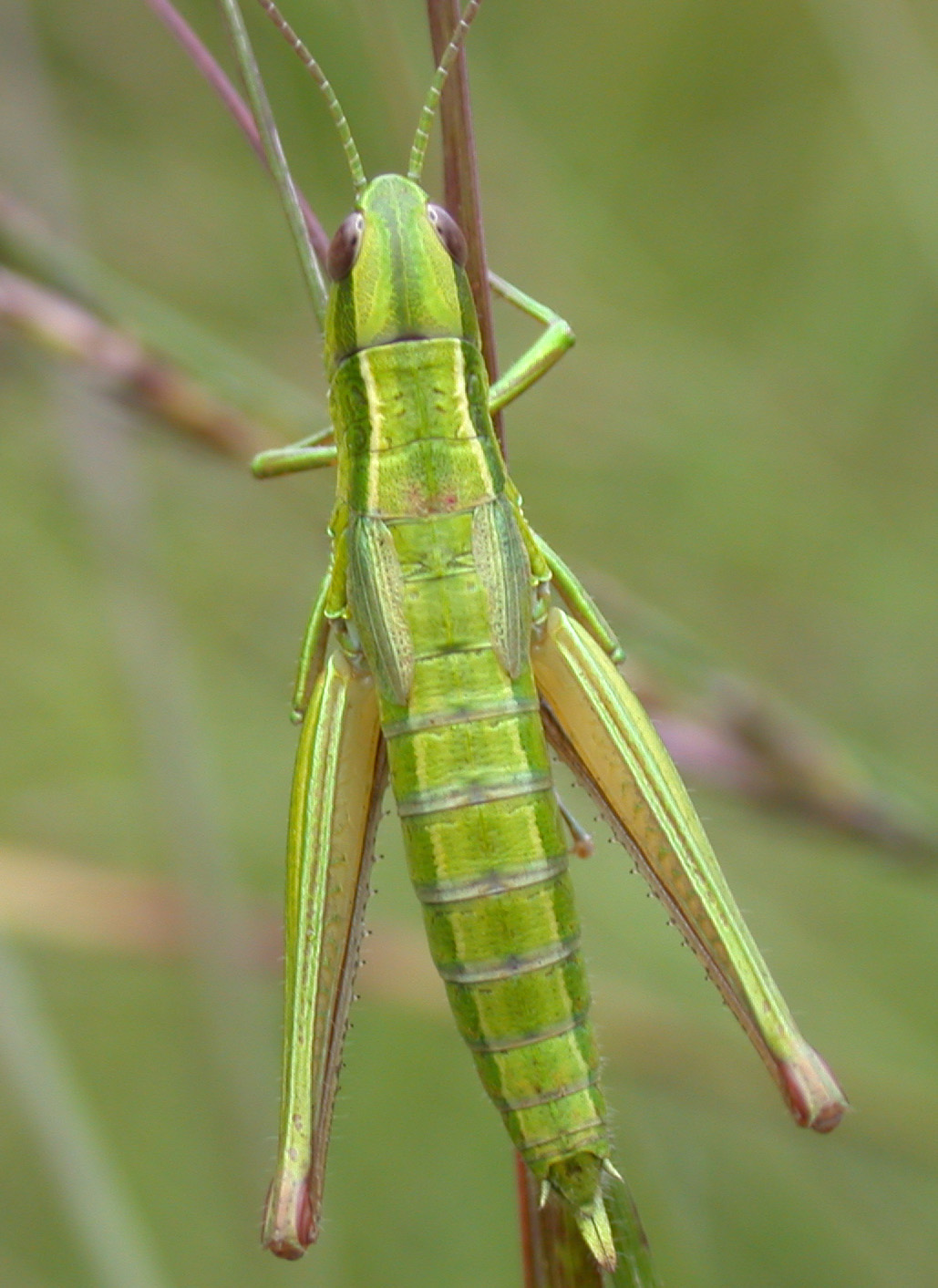
Euthystira brachyptera
Gomphocerinae

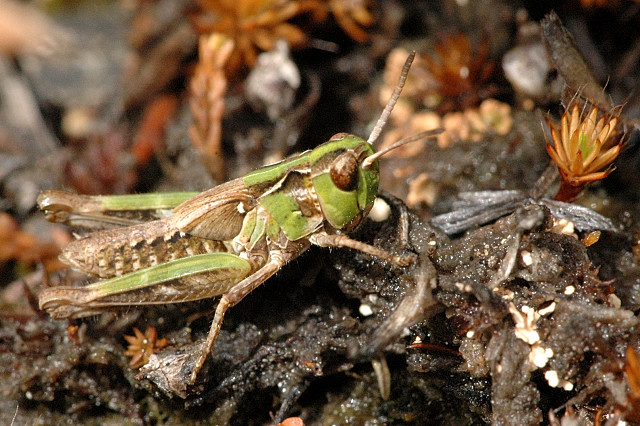
Myrmeleotettix maculatus
Gomphocerinae

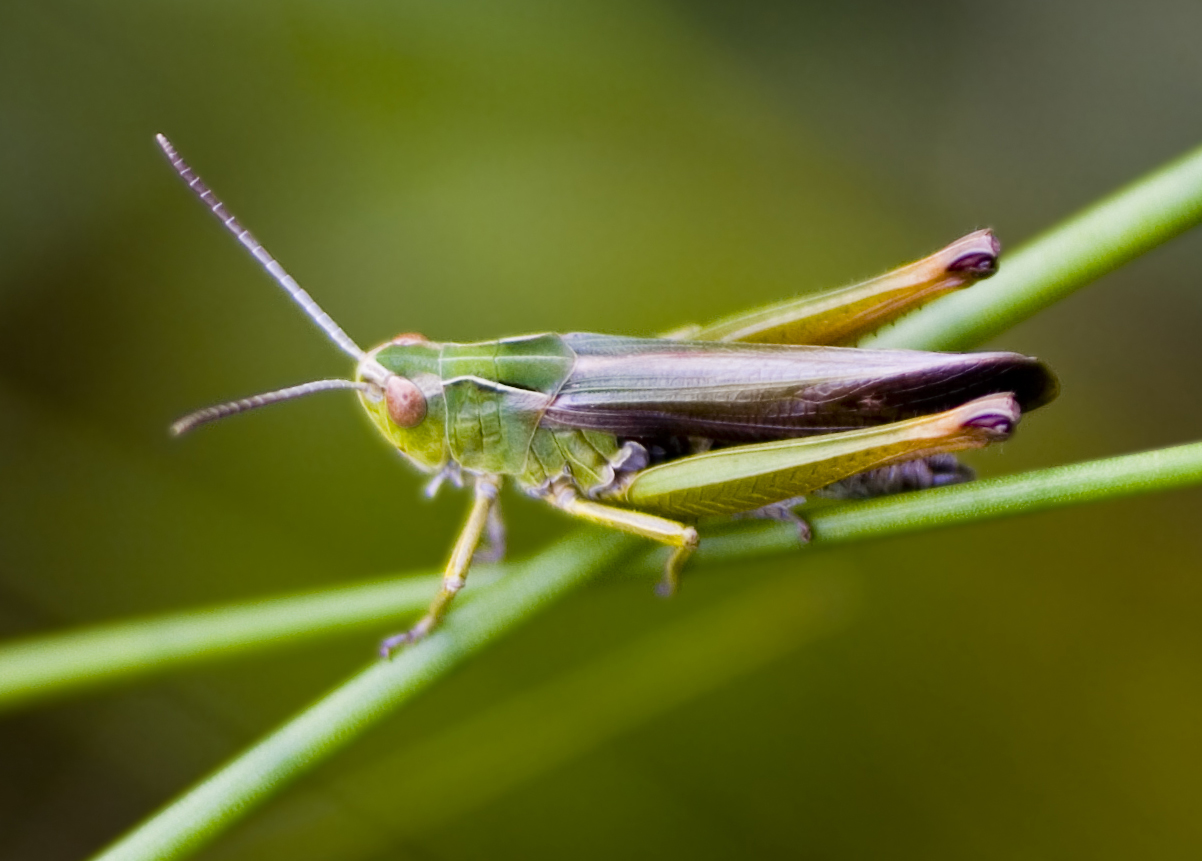
Omocestus viridulus
Gomphocerinae

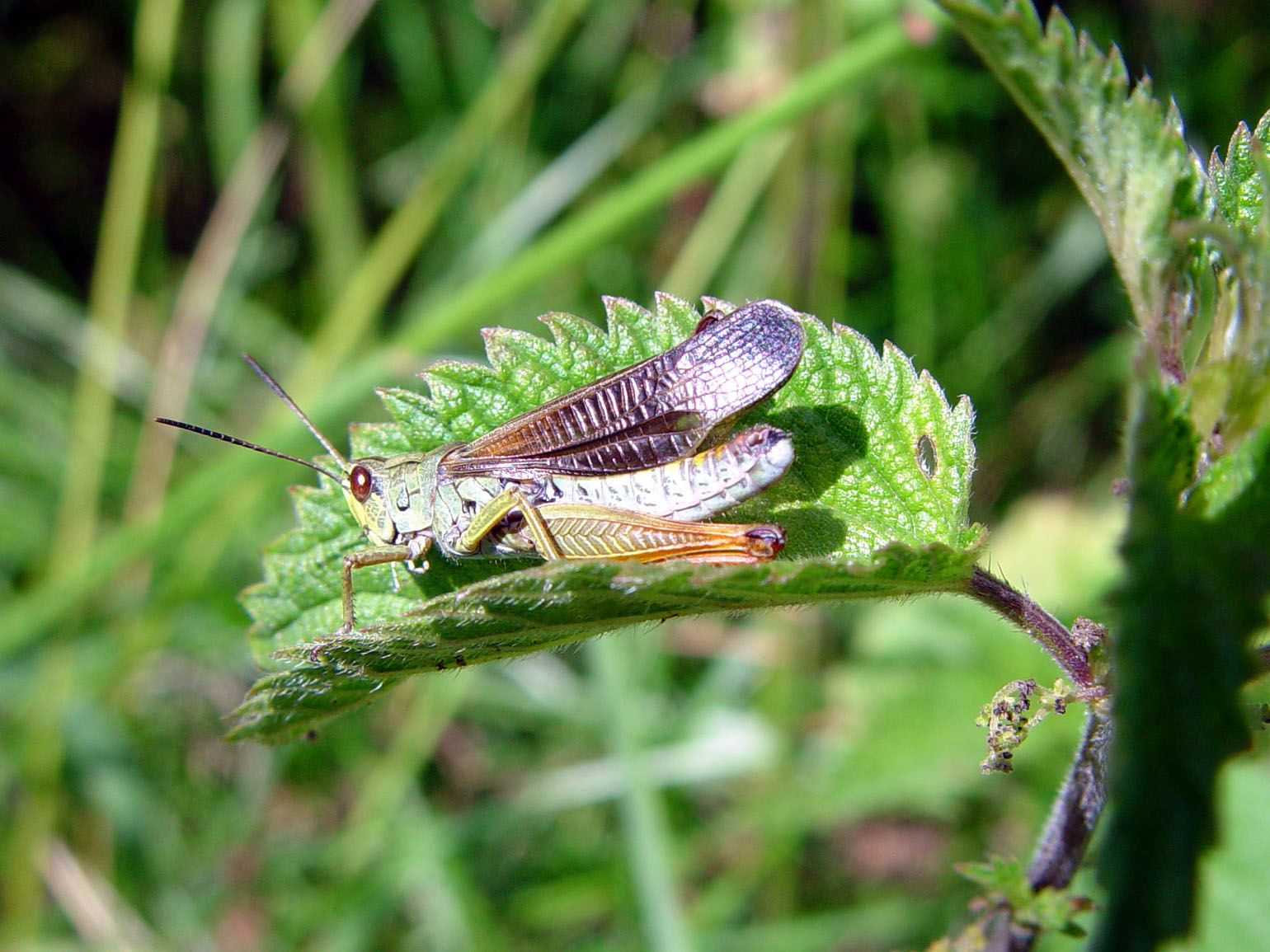
Stauroderus scalaris
Gomphocerinae

    - Acrida ungarica mediterranea Dirsh, 1949
- Genere Truxalis Fabricius, 1775
  - Truxalis nasuta (Linnaeus, 1758)

Sottofamiglia Catantopinae
- Genere Pezotettix Burmeister, 1840
  - Pezotettix giornai (Rossi, 1794)

Sottofamiglia Calliptaminae
- Genere Calliptamus Serville, 1831
  - Calliptamus barbarus (O. G. Costa, 1836)
  - Calliptamus italicus (Linnaeus, 1758)
  - Calliptamus siciliae Ramme, 1927

Sottofamiglia Cyrtacanthacridinae
- Genere Anacridium Uvarov, 1923
  - Anacridium aegyptium (Linnaeus, 1764)

- Genere Schistocerca Stål, 1873
  - Schistocerca gregaria (Forskål, 1775)

Sottofamiglia Eyprepocnemidinae
- Genere Eyprepocnemis Fieber, 1853
  - Eyprepocnemis plorans (Charpentier, 1825)

- Genere Heteracris Walker, 1870
  - Heteracris adspersa (Redtenbacher, 1899)
  - Heteracris annulosa Walker, 1870

Sottofamiglia Gomphocerinae
- Genere Aeropedellus Hebbard, 1935
  - Aeropedellus variegatus Fischer Waldheim, 1846

- Genere Arcyptera Serville, 1839
  - Arcyptera alzonai Capra, 1938
  - Arcyptera fusca (Pallas, 1773)
  - Arcyptera microptera (Fischer von Waldheim, 1833)

- Genere Brachycrotaphus Krauss, 1877
  - Brachycrotaphus trixalicerus (Fischer, 1854)

- Genere Chrysochraon Fischer, 1854
  - Chrysochraon beybienkoi Galvagni, 1968
  - Chrysochraon dispar (Germar, 1835)

- Genere Chorthippus Fieber, 1852
  - Chorthippus albomarginatus (De Geer, 1773)
  - Chorthippus alticola (Ramme, 1921)
  - Chorthippus apicalis (Herrich-Schaeffer, 1840)
  - Chorthippus apricarius (Linnaeus, 1758)
  - Chorthippus biguttulus (Linnaeus, 1758)
  - Chorthippus brunneus (Thunberg, 1815)
  - Chorthippus caffer Ramme, 1923
  - Chorthippus cialacensis Nadig, 1986
  - Chorthippus dichrous (Eversmann, 1859)
  - Chorthippus dorsatus (Zetterstedt, 1821)
  - Chorthippus eisentrauti  (Ramme, 1931)
  - Chorthippus mollis  (Charpentier, 1825)
  - Chorthippus montanus (Charpentier, 1825)
  - Chorthippus parallelus (Zetterstedt, 1821)
  - Chorthippus pullus  (Philippi, 1830)
  - Chorthippus rubratibialis Schmidt, 1978
  - Chorthippus sampeyrensis  Nadig, 1986
  - Chorthippus vagans  (Eversmann, 1848)
  - Chorthippus yersini  Harz, 1975

- Genere Dociostaurus Fieber, 1853
  - Dociostaurus brevicollis (Eversmann, 1848)
  - Dociostaurus genei (Ocskay, 1832)
  - Dociostaurus jagoi Soltani, 1978
  - Dociostaurus maroccanus (Thunberg, 1815)
  - Dociostaurus minutus La Greca, 1967

- Genere Euchorthippus Tarbinskij, 1925
  - Euchorthippus albolineatus  (Lucas, 1849)
  - Euchorthippus declivus  (Brisout, 1848)
  - Euchorthippus sardous  Nadig, 1934

- Genere Euthystira Fieber, 1853
  - Euthystira brachyptera (Ocskay, 1826)

- Genere Gomphocerus Thunberg, 1815
  - Gomphocerus rufus (Linnaeus, 1758)
  - Gomphocerus sibiricus (Linnaeus, 1767)

- Genere Italohippus Fontana & La Greca, 1999
  - Italohippus albicornis (La Greca, 1948)
  - Italohippus monticola  (Ebner, 1915)
  - Italohippus modestus  (Ebner, 1915)

- Genere Myrmeleotettix Bolivar, 1914
  - Myrmeleotettix maculatus (Thunberg, 1815)

- Genere Ochrilidia Stål, 1873
  - Ochrilidia sicula Salfi, 1931
  - Ochrilidia nuragica Massa, 1994

- Genere Omocestus Bolivar, 1878
  - Omocestus haemorrhoidalis (Charpentier, 1825)
  - Omocestus lopadusae La Greca, 1973
  - Omocestus petraeus (Brisout, 1855)
  - Omocestus raymondi (Yersin, 1863)
  - Omocestus rufipes (Zetterstedt, 1821)
  - Omocestus uvarovi Zanon, 1926
  - Omocestus viridulus (Linnaeus, 1758)

- Genere Ramburiella Bolivar, 1905
  - Ramburiella turcomana (Fischer Waldheim, 1833)

- Genere Stauroderus Bolivar, 1898
  - Stauroderus scalaris (Fischer Waldheim, 1846)

- Genere Stenobothrus Fischer, 1854
  - Stenobothrus apenninus Ebner, 1915
  - Stenobothrus cotticus Kruseman & Jeekel, 1967
  - Stenobothrus fischeri (Eversmann, 1848)
  - Stenobothrus lineatus (Panzer, 1796)
  - Stenobothrus nigromaculatus (Herrich-Schaeffer, 1840)
  - Stenobothrus rubicundulus Kruseman & Jeekel, 1967
  - Stenobothrus ursulae Nadig, 1978

Sottofamiglia Melanoplinae
- Genere Melanoplus Stål, 1873

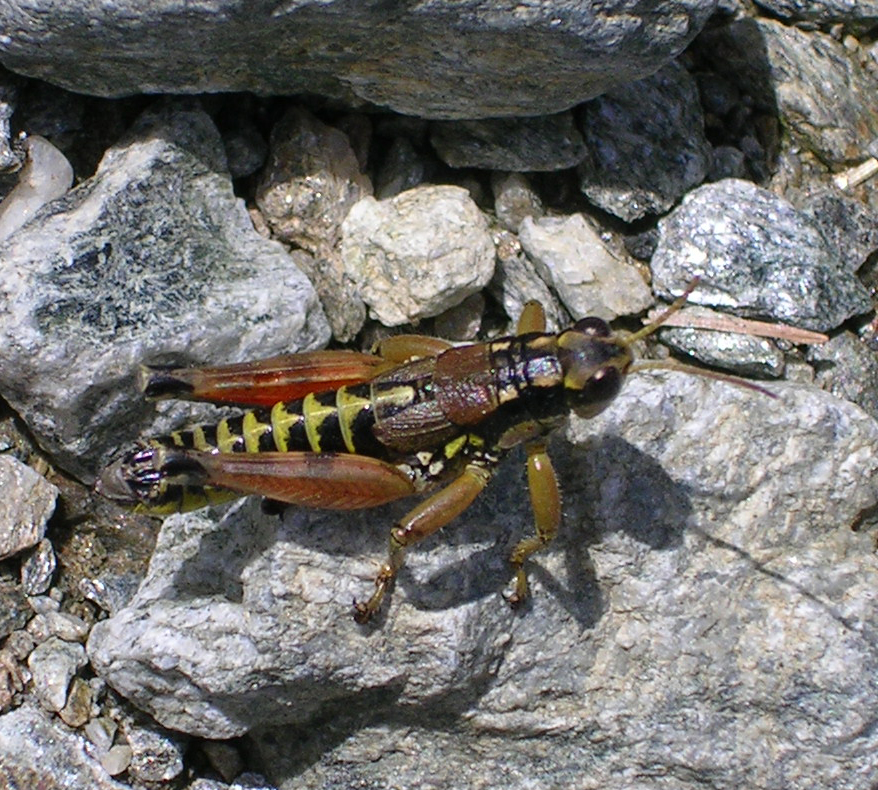
Podisma pedestris
Melanoplinae

  - Melanoplus frigidus (Boheman, 1846)
- Genere Podisma Berthold, 1827
  - Podisma dechambrei Leproux, 1951
  - Podisma eitschbergeri Harz, 1973
  - Podisma emiliae Ramme, 1926
  - Podisma goidanichi Baccetti, 1958
  - Podisma magdalenae Galvagni, 1971
  - Podisma pedestris (Linnaeus, 1758)
  - Podisma ruffoi Baccetti, 1971
  - Podisma silvestrii Salfi, 1935
- Genere Italopodisma Harz, 1973
  - Italopodisma acuminata (La Greca, 1969)
  - Italopodisma baccettii (La Greca, 1969)
  - Italopodisma costai (Targioni-Tozzetti, 1881)
  - Italopodisma ebneri (La Greca, 1954)
  - Italopodisma fiscellana (La Greca, 1954)
  - Italopodisma lagrecai (Galvagni, 1973)
  - Italopodisma lucianae (Baccetti, 1959)
  - Italopodisma samnitica (La Greca, 1954)
  - Italopodisma trapezoidalis (La Greca, 1966)

- Genere Epipodisma Ramme, 1951
  - Epipodisma pedemontana (Brunner, 1882)
  - Epipodisma walthery Harz, 1973

- Genere Kisella Harz, 1973
  - Kisella alpina (Kollar, 1833)
  - Kisella carinthiaca (Puschnig, 1910)
  - Kisella subalpina (Fischer, 1850)

- Genere Nadigella Galvagni, 1986
  - Nadigella formosanta (Fruhstorfer, 1921)

- Genere Pseudoprumna Dovnar-Zapolski, 1932
  - Pseudoprumna baldensis (Krauss, 1883)

- Genere Micropodisma Dovnar-Zapolski, 1932
  - Micropodisma salamandra (Fischer, 1854)

- Genere Chorthopodisma Ramme, 1951
  - Chorthopodisma cobellii (Krauss, 1883)

- Genere Pseudopodisma Mishtshenko, 1947
  - Pseudopodisma fieberi (Scudder, 1898)

- Genere Odontopodisma Dovnar-Zapolski, 1932
  - Odontopodisma decipiens Ramme, 1951
  - Odontopodisma fallax Ramme, 1951
  - Odontopodisma rammei Harz, 1973
  - Odontopodisma schmidti (Fieber, 1853)

Sottofamiglia Oedipodinae
- Genere Acrotylus Fieber, 1853
  - Acrotylus fischeri Azam, 1901

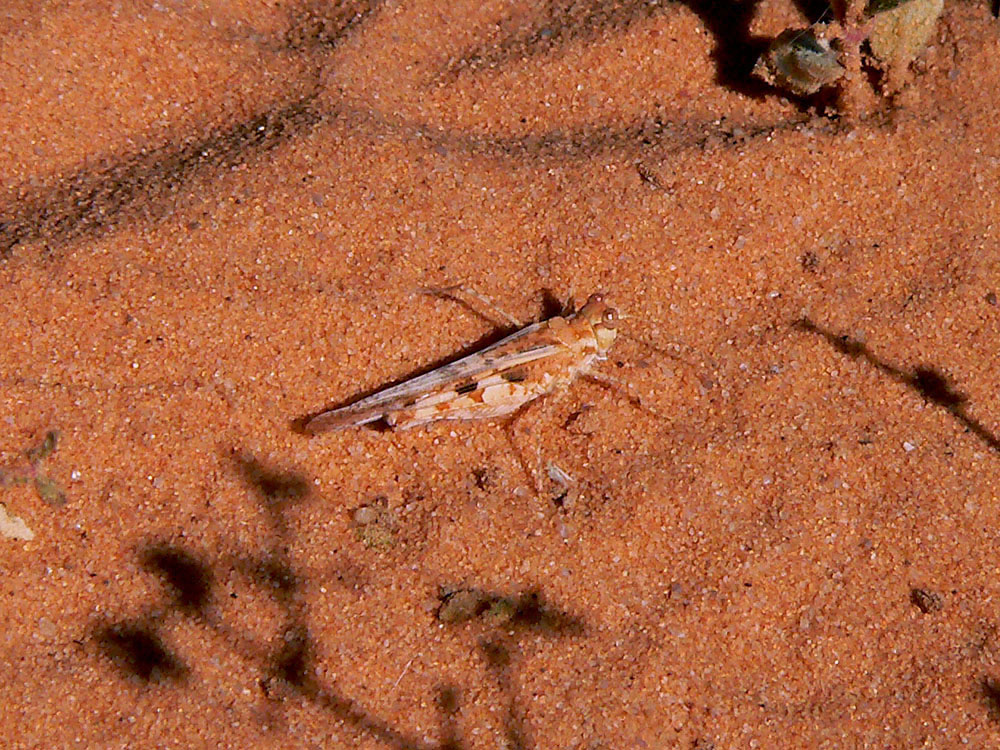
Acrotylus longipes
Oedipodinae

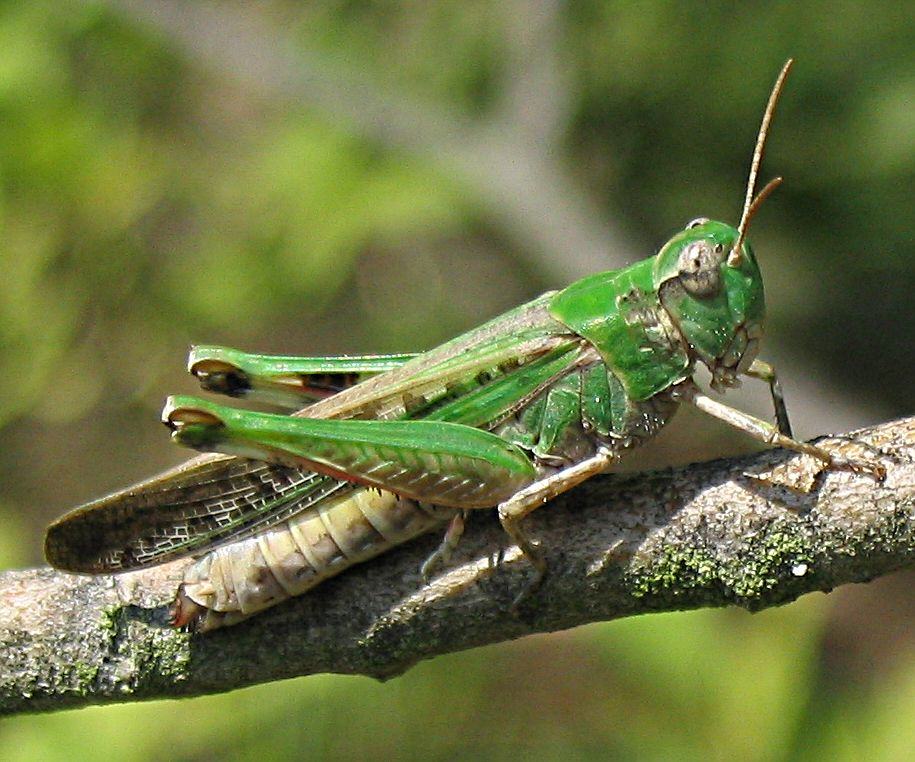
Aiolopus thalassinus
Oedipodinae

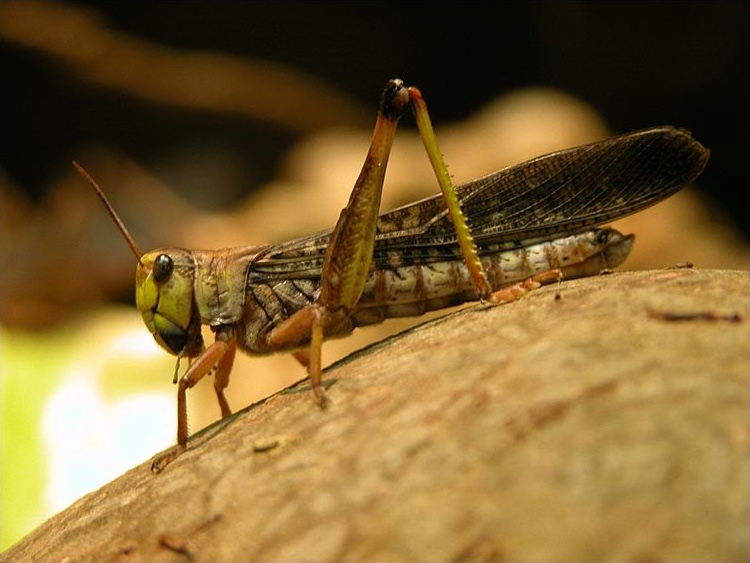
Locusta migratoria
Oedipodinae

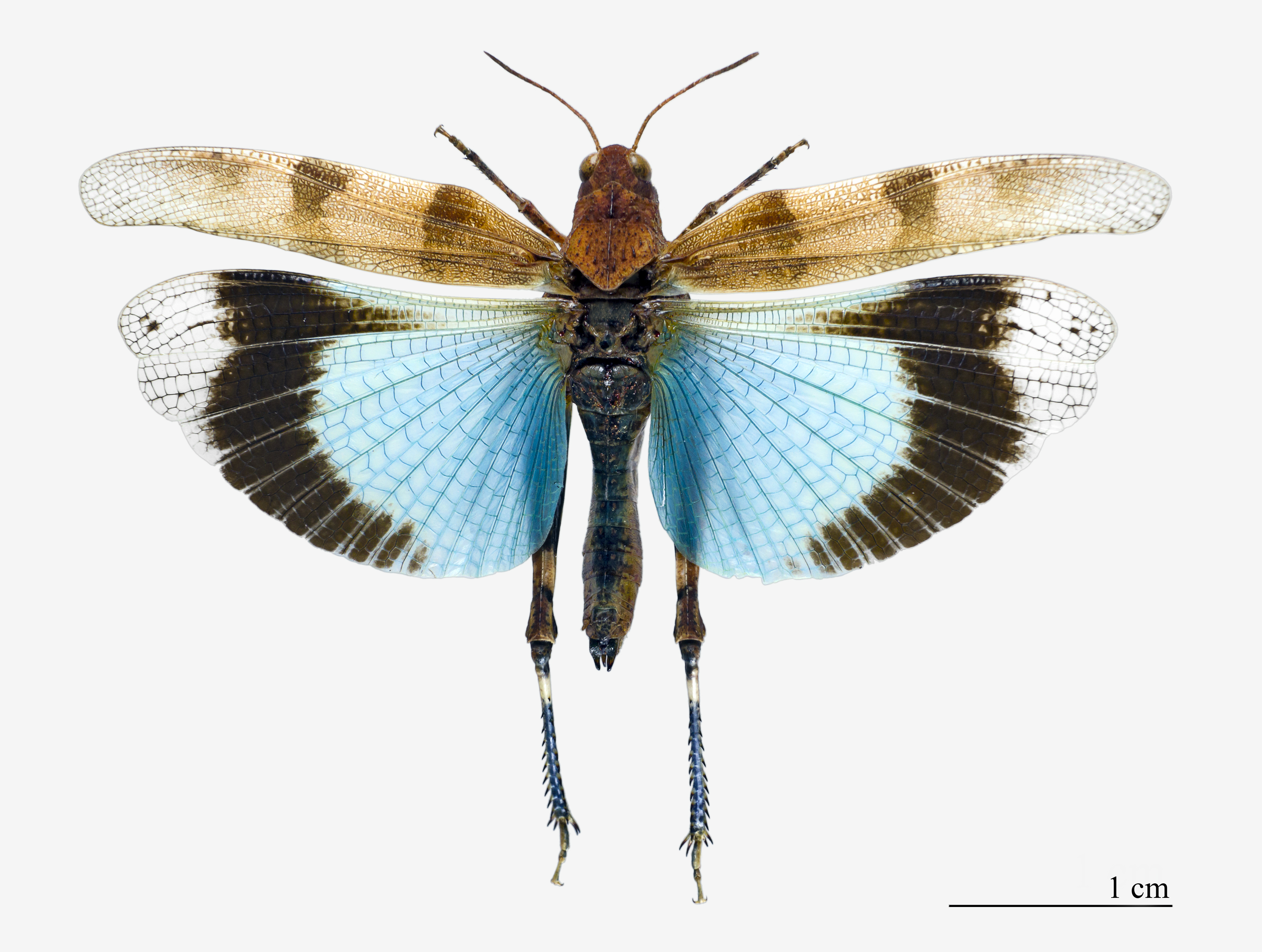
Oedipoda caerulescens
Oedipodinae

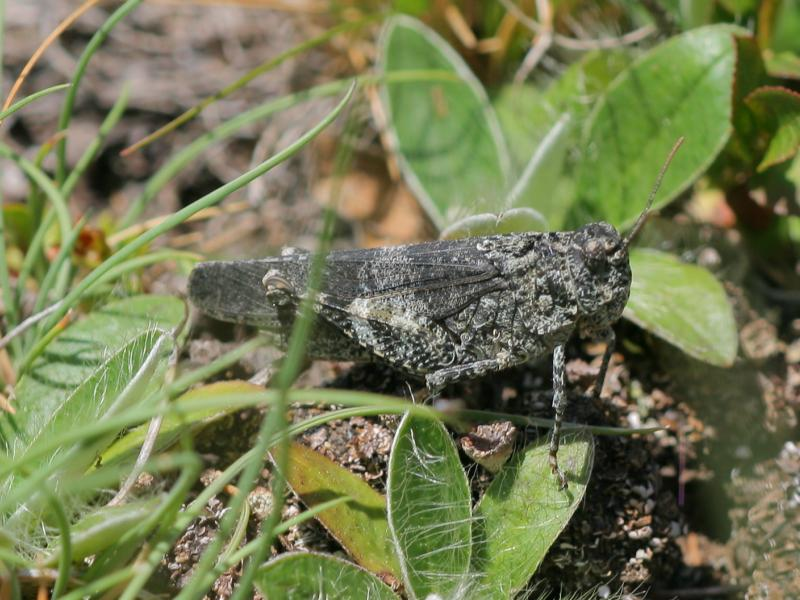
Psophus stridulus
Oedipodinae

  - Acrotylus insubricus (Scopoli, 1786)
  - Acrotylus longipes (Charpentier, 1845)
  - Acrotylus patruelis (Herrich-Schaeffer, 1838)
- Genere Aiolopus Fieber, 1853
  - Aiolopus simulatrix (Walker, 1879)
  - Aiolopus strepens (Latreille, 1804)
  - Aiolopus thalassinus (Fabricius, 1781)
- Genere Celes Saussure, 1884
  - Celes variabilis (Pallas, 1771)
- Genere Duroniella Bolivar, 1908
  - Duroniella lucasi (Bolivar, 1881)
- Genere Epacromius Uvarov, 1942
  - Epacromius coerulipes (Ivanov, 1887)
  - Epacromius tergestinus (Charpentier, 1825)
- Genere Locusta Linnaeus, 1758
  - Locusta migratoria Linnaeus, 1758
- Genere Mecostethus Fieber, 1852 (=Parapleurus Fischer, 1853)
  - Mecostethus parapleurus (Hagenbach, 1822) (=Parapleurus alliaceus(Germar, 1817))
- Genere Oedaleus Fieber, 1853
  - Oedaleus decorus (Germar, 1826)
- Genere Oedipoda Latreille, 1829
  - Oedipoda caerulescens (Linnaeus, 1758)
  - Oedipoda charpentieri Fieber, 1853
  - Oedipoda fuscocincta Lucas, 1849
  - Oedipoda germanica (Latreille, 1804)
  - Oedipoda miniata (Pallas, 1771)
- Genere Paracinema Fischer, 1854
  - Paracinema tricolor (Thunberg, 1815)
- Genere Platypygius Uvarov, 1942
  - Platypygius platypygius (Pantel, 1886)
- Genere Psophus Fieber, 1853
  - Psophus stridulus Linnaeus, 1758
- Genere Sphingonotus Fieber, 1852
  - Sphingonotus azurescens (Rambur, 1838)
  - Sphingonotus caerulans (Linnaeus, 1767)
  - Sphingonotus candidus A. Costa, 1888
  - Sphingonotus eurasius Mishtshenko, 1936
  - Sphingonotus personatus Zanon, 1926
  - Sphingonotus rubescens (Walker, 1870)
  - Sphingonotus uvarovi Chopard, 1923
- Genere Stethophyma Fischer, 1853
  - Stethophyma grossum (Linnaeus, 1758)

Sottofamiglia Tropidopolinae
- Genere Tropidopola Stål, 1873
  - Tropidopola cylindrica (Marshall, 1836)
  - Tropidopola graeca Uvarov, 1926